# Castropignano
Castropignano è un comune italiano di 852 abitanti della provincia di Campobasso, in Molise.

## Origini del nome
Il toponimo deriva da castro (‘luogo fortificato’, ‘castello’) e da Pinnius, nome personale latino, con il suffisso prediale -ānus.
Fantasiosa l'ipotesi che il nome sia corruzione del toponimo latino Castrum Prignanii, ricordato in antichi registri, legando la realizzazione del borgo alla famiglia nobile di origine napoletana dei Prignano.
Negli anni della seconda guerra mondiale, tra il 1940 e il 1943, Castropignano fu uno dei comuni del Molise destinati dalle autorità fasciste ad accogliere profughi ebrei in internamento civile. Con l'arrivo dell'esercito alleato nel settembre 1943, i 10 internati riuscirono tutti a raggiungere i territori liberati del Sud Italia.

## Storia
La testimonianza più antica della presenza dell'uomo risalirebbe all'età del bronzo (1200 a.C.) costituita da frammenti di ceramica rinvenuti in varie zone del paese e del Castello D'Evoli. A ridosso del Cantone Della Fata ricadono mura megalitiche databili al IV secolo a.C. come pure nei pressi del Castello D'Evoli. I Sanniti abitarono questo territorio,e combatterono contro i Romani rimanendo sconfitti dopo tre guerre durate circa 80 anni.
Dopo la caduta dell'Impero romano, i Longobardi si stanziarono nell'abitato. L'unico monumento rimasto è la Torre dell'orologio, molto rimaneggiata nel tempo, residua del primo castello dei Wurzell, che ricadeva nel cuore del paese. A metà del '300 subentrarono i D'Evoli di origine normanna, che fecero costruire il castello fuori dal paese.

### Simboli
Lo stemma d'argento, raffigura una fortezza di rosso, aperta del campo, con tre torri, accostata dalle lettere C e P, iniziali dell'antico nome del paese, Castrum Piniani; lo si trova scolpito nell'atrio della chiesa di Santa Maria.
Il gonfalone è un drappo di azzurro.

## Monumenti e luoghi d'interesse

### Castello d'Evoli
Il castello si trova nella parte nord del paese, in posizione dominante, si erge sulla spianata a strapiombo sulla valle del Biferno, accessibile da via Salita San Marco, poi via Marconi e via Castello. Costruito in prossimità di una struttura fortificata dei Sanniti, era un importante presidio militare a controllo del tratturo Lucera-Castel di Sangro, dove passavano le attività armentizie verso la Puglia. Risale forse all'epoca normanna, ma il suo nome è legato alla famiglia d'Evoli, che lo possedeva già nel XIII secolo, che edificarono la torretta Sud, ammodernarono gli ambienti interni, tra cui le sale di rappresentanza e costruirono il piano sotterraneo per i servi. In passato era caratterizzato da un fossato, sul fronte verso l'abitato, in seguito colmato, una cinta di mura e due grossi torrioni che collegavano il castello al paese.
I locali dovevano essere numerosi, divisi in due corpi di fabbrica principali, una leggenda vuole che il castello avesse 365 camere, una per ogni giorno dell'anno, oggi a causa dei danni della guerra, e di restauri troppo tardivi, è andata perduta la scalinata monumentale settecentesca di Silvestri da Sepino e le arcate del loggiato interno, anche se negli ultimi anni del Novecento sono stati eseguiti importanti lavori di recupero per riportare il castello allo splendore, e renderlo visitabile.
La storia del castello inizia con Giovanni d'Evoli barone di Frosolone (Isernia), nobile normanno che lo costruì sotto gli Angiò nel 1362 sopra i resti della rocca sannita, anch'essa edificata sopra fortificazioni preistoriche, come dimostrano i frammenti di ceramica rinvenuti. Dopo Giovanni, Andrea d'Evoli consigliere di Alfonso I d'Aragona, ebbe il castello, e fu così importante nel Regno di Napoli che fu autore del De mena pecundum (1447), un trattato di regole per la circolazione delle greggi sui tratturi.
Nel corso del XV-XVI secolo il castello fu ampliato, divenendo una vera residenza signorile nel 1636, quando era governato da Giambattista D'Evoli, l'interno doveva essere davvero fastoso, ricco di arazzi e tele, che testimoniavano la grandezza economica di questa famiglia, i cui confini territoriali nella Contea Molisana arrivavano sino al confine abruzzese con Capracotta. L'ultimo ampliamento risale al 1683, nel XIX secolo fu venduto, dopo l'eversione dal feudalesimo, ad altre famiglie, che lo spogliarono degli arredi per pagare dei debiti con lo Stato, nei primi anni del Novecento risultava abbandonato, cadde velocemente nel degrado, i bombardamenti della guerra lo danneggiarono, e una parte franò a valle. Di recente, come detto, è stato restaurato, di proprietà della Soprintendenza dei Beni Culturali del Molise.
Al castello è legata alla leggenda dello jus primae noctis: la giovane Fata, di estrazione popolare, appena sposatasi non osò passare la notte di matrimonio col duca, e preferì suicidarsi; oggi a Castropignano, presso il burrone roccioso si trova il cosiddetto "cantone" della Fata, dove la ragazza si sarebbe gettata.

### Le chiese
- Chiesa madre di San Marco evangelista e San Pietro da Verona: si trova in Piazza San Marco, fu costruita nel XVII secolo, anche se l'aspetto attuale è frutto di una ricostruzione, a impianto ingrandito, del dopo sisma 1805, consacrata nel 1826; dato che le due cappelle laterali hanno sesto ribassato, uno diverso dall'altro, è da presumersi che l'ampliamento fu fatto restringendo il piazzale: la chiesa ha una semplice facciata fasciata da paraste e cronici, con tre portali archiotravati, e finestrone centrale. L'interno a tre navate conserva le statue di San Pietro da Verona, patrono del paese, San Liberato, la statua dell'Addolorata e dell'Immacolata, della Vergine del Rosario, del Sacro Cuore di Gesù, San Giovanni, San Michele e San Rocco.
- Chiesa del SS. Salvatore: si trova nella parte sud-est, in vico III Guardia, conserva il portale gotico ad arco ogivale, risalente al XIII secolo, il resto della chiesa è stato rifatto nei vari secoli a seguire, mostrando caratteri architettonici alternati, tra il barocco e il neoclassico. L'interno conserva un'acquasantiera trecentesca con lo stemma dei duchi di Castropignano Evoli. Si dice che la chiesa fosse connessa al convento di San Martino, da cui fu ricavata la chiesa dei Piccinocchi, a sua volta eretto sopra il tribunale dei Sanniti, dato che il sobborgo della chiesa è ancora detto "Tribuna". L'interno conserva 3 statue, quella di Santa Filomena, San Giuseppe e la Madonna del Carmine.
- Chiesa della Madonna delle Grazie: dotata di un convento, è in via Umberto I, ed è la più interessante di Castropignano al livello artistico. Ha il portale rinascimentale, decorato da due colonne con capitelli ionici, i cui basamenti portano il simbolo della croce, il portale è in legno, sovrastato da una volta con arco in pietra locale; sulla facciata si trova una finestra quadrata centrale, all'interno a navata unica con pianta rettangolare; sono visibili bassorilievi a stucco, coperti in oro zecchino, all'interno conserva le tele della Deposizione, l'Annunciazione, due angeli, 12 Apostoli con Cristo Risorto, Dio Padre. La chiesa risale al XVI secolo, fatta erigere di d'Evoli, in particolare dal duca Vincenzo, sepolto nella tomba sotto l'altare. Molti principi contributi economicamente alla costruzione della chiesa, e sono ricordati curiosamente, in merito alla loro ricchezza sul commercio dei bovini e degli ovini, con teste di bue su un piano a forma di formaggio. La volta della chiesa è crollata nel 1943 per i danni della guerra, ma venne rifatta con nuovi dipinti. Accanto si trova il convento francescano del XVIII secolo, con le statue di San Pasquale, Sant'Antonio di Padova, San Francesco d'Assisi e da Paola.

La chiesa è collegata a una leggenda: si narra che dopo la costruzione dell'edificio, un carro che trasportava la statua lignea della Madonna di Lucera a Carovilli, si arrestò in prossimità di questa chiesa, e che i muli che la trainavano non vollero continuare il percorso. Si decise di collocare la statua della Madonna nella chiesa, dopo alcuni giorni gli abitanti di Carovilli giunsero a Castropignano con l'intento di riprendersi la statua, ma ogni volta che questi iniziavano il viaggio, il cielo si oscurava minacciando tempesta, sicché la statua venne lasciata nella chiesa, ancora oggi meta di pellegrinaggi dalla Puglia.
- Ex chiesa madre di San Nicola: fu edificata nel 1323 dai d'Evoli, ha uno stile gotico, con tre navate e archi a sesto acuto. Ha un impianto asimmetrico, con quattro arcate sul lato destro e tre sul sinistro.
- Grotta San Michele: posta nella periferia sud, è una cavità ampia e profonda, con dei gradini consumati dal tempo, che precedono una piccola cappella con altare. Si presume che la grotta fosse frequentata sin dai Longobardi.

### Roccaspromonte
Storica frazione di Castropignano, si presume fosse frequentata in tempi antichi dai Sanniti, dato che nel 1777 fu rinvenuta una statua in terracotta della dea Atena, da Domenico Cerulli, che scrisse una lettera don Antonio Curtler, vescovo di Tiene. La statua è di pregevole fattura, conserva tre iscrizioni riportatre anche dallo studioso Vittore Pisani, che riportano (A)TANAS. Il termine in questo dialetto fa riferimento al sistema di scrittura dei Dauni puglesi, e con i termini messapici DAMATRA - APRODITA; la scrittura è stata datata al III secolo a.C. considerando la verticalità delle lettere e i caratteristi stilistici, si pensa che si tratti di un bottino di guerra, ma lo studioso Franco Valente ipotizza che facesse parte di un tempio situato in Roccaspromonte, forse situato sotto la chiesa parrocchiale dell'Assunta, così come il basamento del tempio di Giove sotto la Cattedrale di Isernia. Altri resti d'altare sono stati trovati presso la Fonte Nuova in località Fonte dell'Aia.
Roccaspromonte ha un carattere prettamente medievale dal punto di vista urbano, in origine dotata di un castello oggi scomparso, facente parte della diocesi di Trivento, insieme alla chiesa della Madonna della Pietà, o dell'Assunta, dal caratteristico portale trecentesco, e sede della Congrega della Carità. L'abitato si arrampica sul principale crinale roccioso, dove si trova la chiesa, le case sono in pietra concia, poggianti spesso e volentieri su basi rocciose del monte, con tratti di mura megalitiche, a ridosso del Cantone della Fata, dove sarebbero state erette delle fortificazioni sannitiche durante le guerre del IV-III secolo a.C.

Il castello agli inizi del XX secolo
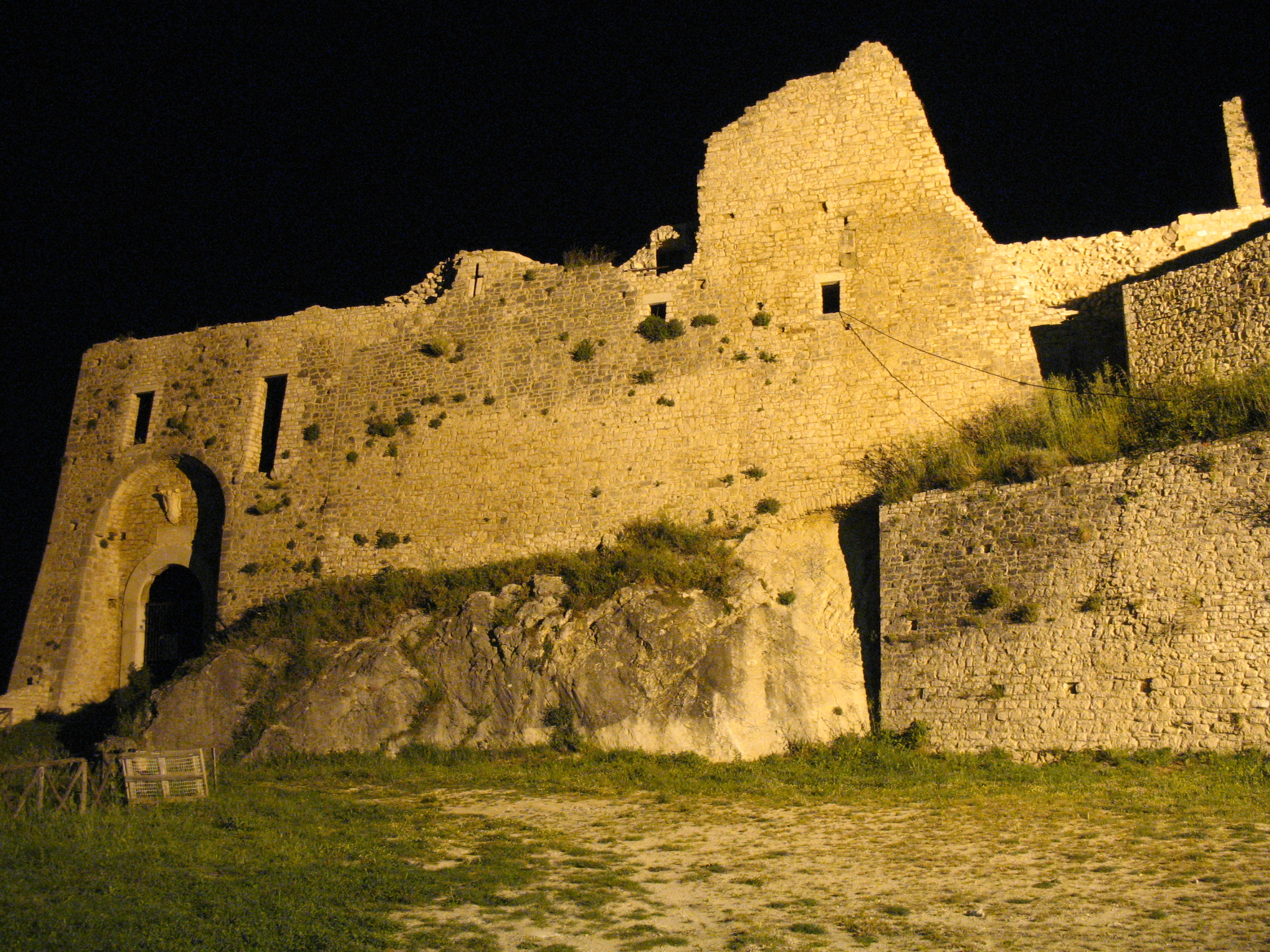
Il castello di notte (particolare)
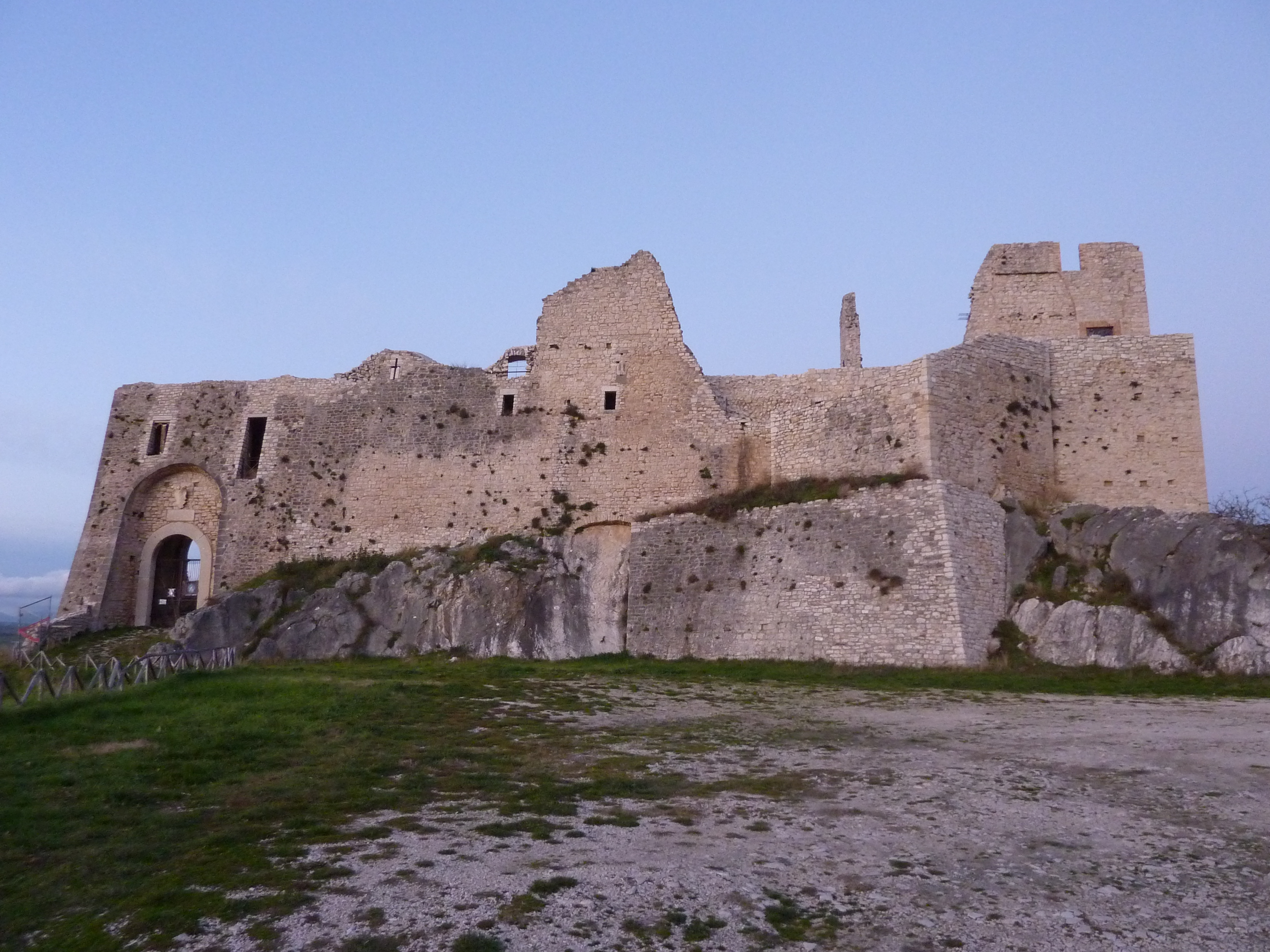
Castello d'Evoli

## Società

### Evoluzione demografica
Abitanti censiti

## Amministrazione
Di seguito è presentata una tabella relativa alle amministrazioni che si sono succedute in questo comune.
| Periodo        | Periodo           | Primo cittadino     | Partito                                | Carica  | Note   |
| -------------- | ----------------- | ------------------- | -------------------------------------- | ------- | ------ |
| 20 giugno 1989 | 13 giugno 1994    | Nazario Carmosino   | lista civica                           | Sindaco | [ 11 ] |
| 25 giugno 1994 | 25 maggio 1998    | Biagio Brunetti     | lista civica                           | Sindaco | [ 11 ] |
| 25 maggio 1998 | 28 maggio 2002    | Biagio Brunetti     | lista civica                           | Sindaco | [ 11 ] |
| 28 maggio 2002 | 11 settembre 2003 | Consiglia Sardella  | lista civica                           | Sindaco | [ 11 ] |
| 14 giugno 2004 | 8 giugno 2009     | Carmine Brunetti    | lista civica                           | Sindaco | [ 11 ] |
| 8 giugno 2009  | 26 maggio 2014    | Carmine Brunetti    | lista civica                           | Sindaco | [ 11 ] |
| 26 maggio 2014 | 27 maggio 2019    | Margherita Brunetti | lista civica Insieme per Castropignano | Sindaco | [ 11 ] |
| 27 maggio 2019 | 9 giugno 2024     | Nicola Scapillati   | lista civica Uniti Castropignano       | Sindaco | [ 11 ] |
| 9 giugno 2024  | in carica         | Rodolfo D'Onofrio   | lista civica Castropignano Bene Comune | Sindaco |        |